# Santa Cristina e Bissone
Santa Cristina e Bissone – miejscowość i gmina we Włoszech, w regionie Lombardia, w prowincji Pawia.
Według danych na rok 2004 gminę zamieszkiwały 1853 osoby, 84,2 os./km².